# IEEE 802.8
IEEE 802.8（アイトリプルイーハチマルテンハチ）は、光ファイバーを使ったLANに関わる共通仕様の標準化を目的としてIEEE 802委員会内に設置されたテクニカル・アドバイザリー・グループ。